# Dudley (Massachusetts)
Pour les articles homonymes, voir Dudley.
Dudley est une ville du Comté de Worcester dans l’État du Massachusetts.
Elle a été incorporée en 1732.
Sa population était de 11 921 habitants en 2020.